# Coulommes-la-Montagne
Coulommes-la-Montagne és un municipi francès, situat al departament del Marne i a la regió del Gran Est. L'any 2007 tenia 213 habitants.

## Demografia

### Població
El 2007 la població de fet de Coulommes-la-Montagne era de 213 persones. Hi havia 78 famílies, de les quals 16 eren unipersonals (8 homes vivint sols i 8 dones vivint soles), 29 parelles sense fills, 29 parelles amb fills i 4 famílies monoparentals amb fills.
La població ha evolucionat segons el següent gràfic:
Habitants censats

### Habitatges
El 2007 hi havia 98 habitatges, 84 eren l'habitatge principal de la família, 2 eren segones residències i 12 estaven desocupats. 97 eren cases i 1 era un apartament. Dels 84 habitatges principals, 71 estaven ocupats pels seus propietaris i 14 estaven llogats i ocupats pels llogaters; 6 tenien tres cambres, 11 en tenien quatre i 67 en tenien cinc o més. 69 habitatges disposaven pel capbaix d'una plaça de pàrquing. A 35 habitatges hi havia un automòbil i a 45 n'hi havia dos o més.

### Piràmide de població
La piràmide de població per edats i sexe el 2009 era:
| Homes | Edats   | Dones |
| ----- | ------- | ----- |
| 0     | 95 o +  | 0     |
| 0     | 90 a 94 | 0     |
| 8     | 85 a 89 | 0     |
| 0     | 80 a 84 | 4     |
| 4     | 75 a 79 | 8     |
| 4     | 70 a 74 | 8     |
| 0     | 65 a 69 | 0     |
| 4     | 60 a 64 | 8     |
| 12    | 55 a 59 | 8     |
| 0     | 50 a 54 | 8     |
| 8     | 45 a 49 | 12    |
| 12    | 40 a 44 | 16    |
| 8     | 35 a 39 | 0     |
| 4     | 30 a 34 | 8     |
| 0     | 25 a 29 | 0     |
| 4     | 20 a 24 | 4     |
| 8     | 15 a 19 | 8     |
| 12    | 10 a 14 | 16    |
| 4     | 5 a 9   | 8     |
| 0     | 0 a 4   | 4     |

## Economia
El 2007 la població en edat de treballar era de 143 persones, 103 eren actives i 40 eren inactives. De les 103 persones actives 99 estaven ocupades (52 homes i 47 dones) i 4 estaven aturades (4 dones i 4 dones). De les 40 persones inactives 14 estaven jubilades, 20 estaven estudiant i 6 estaven classificades com a «altres inactius».

### Ingressos
El 2009 a Coulommes-la-Montagne hi havia 85 unitats fiscals que integraven 218 persones, la mediana anual d'ingressos fiscals per persona era de 26.910 €.

### Activitats econòmiques
Dels 5 establiments que hi havia el 2007, 1 era d'una empresa alimentària, 2 d'empreses de construcció, 1 d'una empresa d'informació i comunicació i 1 d'una entitat de l'administració pública.
Dels 2 establiments de servei als particulars que hi havia el 2009, 1 era una lampisteria i 1 electricista.
L'any 2000 a Coulommes-la-Montagne hi havia 26 explotacions agrícoles que ocupaven un total de 80 hectàrees.

## Poblacions més properes
El següent diagrama mostra les poblacions més properes.